# Мутилинский
Мути́линский — хутор в Верхнедонском районе Ростовской области.
Входит в состав Казанского сельского поселения.

## Население
| 1989 | 2002 | 2010 |
| ---- | ---- | ---- |
| 14   | ↘2   | →2   |

## Улицы
На хуторе имеется одна улица: Мутилинская.

## Археология
Территория Ростовской области была заселена ещё в эпоху неолита. Люди, живущие на древних стоянках и поселениях у рек, занимались в основном собирательством и рыболовством. Степь для скотоводов всех времён была бескрайним пастбищем для домашнего рогатого скота. От тех времен осталось множество курганов с захоронениями жителей этих мест. Курганы и курганные группы находятся на государственной охране.
Поблизости от территории хутора Мутилинского Верхнедонского района расположено несколько достопримечательностей — памятников археологии. Они охраняются в соответствии с Федеральным законом от 25.06.2002 N 73-ФЗ «Об объектах культурного наследия (памятниках истории и культуры) народов Российской Федерации», Областным законом от 22.10.2004 N 178-ЗС «Об объектах культурного наследия (памятниках истории и культуры) в Ростовской области», Постановлением Главы администрации РО от 21.02.97 N 51 о принятии на государственную охрану памятников истории и культуры Ростовской области и мерах по их охране и др.
- Курганная группа «Холостой I» (2 кургана). Находится на расстоянии около 4,0 км к северо-западу от хутора Мутилинского.
- Курган «Липовый II». Находится на расстоянии около 3,6 км к северо-западу от хутора Мутилинского.
- Курганная группа «Липовый I» (2 курган). Находится на расстоянии около 3,9 км к северо-западу от хутора Мутилинского.
- Курган «Липовый IV». Находится на расстоянии около 2,4 км к северо-востокуСВ от хутора Мутилинского.
- Курганная группа «Мутилинский VII» (3 кургана). Находится на расстоянии около 1,4 км к СВ от хутора Мутилинского.
- Курганная группа «Мутилинский II» (2 кургана). Находится на расстоянии около 0,6 км к северу от хутора Мутилинского.[4].